# سقوط فاس (1411)
حدث عندما سيطر الزيانيون على فاس بقيادة أبو مالك عبد الواحد الذي صعد إلى عرش تلمسان في أوائل القرن الخامس عشر وأصبح ملك الدولة الزيانية.
أيد أبو مالك مطالبة الأمير المريني محمد حفيد أبي عنان بعرش المغرب ضد أبي سعيد عثمان وزوده بالطعام والمال والجيش. غزا أبو مالك المغرب واستولى على فاس ثم باقي المغرب. نصب الأمير المريني محمد على عرش المغرب تابعا لتلمسان مما جعل المغرب تحت تبعية الزيانيين ومنحهم القوة.

## السياق التاريخي
وصل السلطان الزياني أبو مالك عبد الواحد (1411-1435) إلى العرش في تلمسان وأصبح سلطانا للدولة الزيانية بعد الإطاحة بأخيه أبو سعيد (1410-1411) بفضل دعم السلطان المريني أبو سعيد عثمان الثالث. لكن أبا مالك انقلب على الأخير وهاجمه في عقر داره فاس التي استولى عليها سنة 1411.
استقبل أبو مالك في بلاطه الأمير المريني محمد حفيد أبي عنان، الذي كان منفيا في إسبانيا، والذي ادعى أحقيته بالحكم، وقرر السلطان الزياني دعم مطالب الأمير ومساعدته للوصول إلى العرش.
نجح الملوك المرينيين في السيطرة على الزيانيين وإخضاعهم في نهاية القرن الرابع عشر وكذا التدخل في نزاعاتهم على الخلافة وإذكائها، لكنهم تراجعوا وضعفوا بسبب الاقتتال الداخلي مع بداية القرن الخامس عشر. فأصبحوا بدورهم يعانون من المصير الذي ألحقوه بالدولة الزيانية. وهكذا ، يبدو أن السلطان الزياني أبو مالك كان يريد الانتقام من الإهانات التي عانت منها دولته على أيدي جيرانه المرينيين.

## المواجهة
حسب برنارد لوغان، فقد انقلب أبو مالك عبد الواحد على حلفائه المرينيين بعد استيلائه على السلطة، وهزم جيوشهم واستولى على عاصمتهم فاس.
أما إدوارد كات فيقول بأن أبا مالك عبد الواحد: "ذهب ليهاجم ملوكهم(المرينيين) في بيوتهم، حيث أرسل إليهم جيوشا فتشت قصرهم". ومن أجل نجاح تلك المهمة، دعم السلطان الزياني الأمير المريني المدعو محمد الذي تمكن من السيطرة على المغرب الأقصى.
هكذا هرع أمير تلمسان إلى فاس، واستولى عليها، منتقما من الإذلال الذي عانت منه دولته من طرف المرينيين. يحدد هنري غاروت أن أبا مالك عبد الواحد انطلق في حملة، واستولى على فاس، ونصب هناك ربيبه ، المريني محمد، الذي وعده بالجزية (1423).

## النتائج
مثل سقوط فاس بيد الزيانيين "انتقاما من المرينيين"وبداية لنهايتهم، حيث بدا بعد تلك الأحداث أن الملوك المرينيين الذين حولوا الدولة الزيانية في وقت من الأوقات إلى دولة تابعة لهم، أصبحوا يعانون بدورهم من نفس المصير، وهذا ما أكده استيلاء أبو مالك عبد الواحد على عاصمتهم فاس وشروعه في تعزيز سلطته "وتوسيع إمبراطوريته التي أصبحت فريدة ومتميزة".
بمجرد استعادة عرش الحكم في تلمسان أعلن أبو مالك  الحرب على المرينيين، مستوليا على فاس ومخضعا المغرب الأقصى، عندما تمكن من فرض سلطان من اختياره هو محمد حفيد أبو عنان.
انتهت عظمة  أبي مالك عبد الواحد عام 1423. أثار تعاظم القوة الزيانية قلق جيرانهم الحفصيين فشرعوا يزرعون الفتن محرضين أبو عبد الله  الذي أشعل الثورة سنة 1424 ضد عمه أبو مالك مما اضطره إلى اللجوء إلى المغرب. في عام 1428، تصالح أبو مالك عبد الواحد مع الحفصيين واستعاد تلمسان حتى عام 1430 عندما خلعه خصمه من العرش وقتله.